# Anno Vey
Anno Vey (* 15. November 1934 in Remagen; † 1. Dezember 2019) war ein deutscher Jurist und Politiker (CDU) sowie Bürgermeister von Cochem und Oberbürgermeister von Ingelheim am Rhein.

## Leben
Anno Vey besuchte die Schule in Ahrweiler, Koblenz und Trier und absolvierte einen einjährigen Aufenthalt in den USA. Er studierte in München, Köln und Saarbrücken Rechtswissenschaft und Geschichte. Nach dem zweiten juristischen Staatsexamen und einer dreijährigen Tätigkeit beim Landratsamt Cochem – zuletzt als Regierungsrat – war er von 1969 bis 1975 Bürgermeister der Stadt Cochem. Nach seiner Wahl zum Oberbürgermeister von Ingelheim am Rhein wirkte er in diesem Amt ab Januar 1976 und nach seiner Wiederwahl im Jahr 1985 bis 1995.
Vey prägte u. a. die städtebauliche Entwicklung Ingelheims entscheidend mit, insbesondere die Gestaltung und Realisierung des sogenannten „Stadtzentrums“ mit Rathaus, Marktplatz und Geschäften. Neben seinen kommunalpolitischen Aufgaben setzte er sich auch überregional ein, beispielsweise im Rahmen der Gründung der Städtepartnerschaften Ingelheims mit San Pietro in Cariano und Limbach-Oberfrohna. Auch initiierte er in Ingelheim eine Patenschaft für ein Schnellboot der Bundesmarine.
Nach Beendigung seiner politischen Laufbahn wirkte Vey in verschiedenen Ehrenämtern. Er war Mitglied des Deutschen Städte- und Gemeindebundes, Vorstandsmitglied des Städtetages Rheinland-Pfalz und Vorstandsmitglied des Freundschaftskreises Rheinland-Pfalz/Burgund.
Vey war außerdem langjähriges Mitglied und Ehrenmitglied des Historischen Vereins Ingelheim und veröffentlichte Bücher und Vorträge u. a. über die Zeit des Nationalsozialismus und die Jahre des Zweiten Weltkriegs in Ingelheim.
Vey war verheiratet und Vater zweier Kinder.

## Auszeichnungen
- 1988: Bundesverdienstkreuz[2] am Bande

## Veröffentlichungen (Auswahl)
- 50 Jahre CDU Ingelheim, Hrsg. und Verlag: CDU-Stadtverband Ingelheim 1996
- Ingelheim unter dem Hakenkreuz, Hrsg. und Verlag: Historischer Verein Ingelheim 1999
- Ingelheim während der Kriegsjahre 1939–1945, Hrsg. und Verlag: Historischer Verein Ingelheim, 2009, ISBN 978-3-00-027032-1
- 50 Jahre „Rheinhessische“ Ingelheim am Rhein sowie die historische Entwicklung der Energieversorgung Ingelheims, Hrsg. und Verlag: Rheinhessische Ingelheim, Ingelheim 2010